# إيساتا توريه كين
إيساتا توريه كين مواليد (1938) سياسية موريتانية سابقة. تعتبر أول امرأة تتولي منصب وزيرة في الحكومة الموريتانيه. خدمت في حكومة الرئيس المختار ولد داداه من عام 1975 الي عام 1978، بعد توليها مناصب قياديه في جناح الشباب وقسم النساء من حزب الشعب الموريتاني. انتهي وقتها كوزيرة بعد الإطاحة بحكومة داداه عن طريق الانقلاب العسكري.

## نشأتها
ولدت كين في عائلة تكرور (الهالبولار) في دار البركة، وهي مدينه صغيرة في ولاية البراكنة. والدها مامي نادياك كان رئيس المنطقة لفترة طويلة. الفرص التعليميه في موريتانيا كانت محدوده خلال طفولة كين، خاصه للنساء. وعلى الرغم من اعتراض العديم من اقاربها على التعليم الغربي، الا انها ارسلت الي مدرسة لغه فرنسيه في سان لويس بالسنغال. ويعتقد انها واحدة من أولي الفتيات الموريتانية التي تلتحق بمدرسة غربيه في عام 1959 و1960، والتحقت بجامعه بروكسل الحرة علي منحة دراسية.
لم تكن قادرة على إكمال دراستها بسبب شؤون الأسرة، وبعد عودتها الي موريتانيا استقرت في العاصمة نواكشوط.

## سياستها
في عام 1957، السنة الأخيره من تعليمها الثانوي، شكلت كين مجموعة لتعزيز تعليم الفتيات، سمي Comité pour la fréquentation scolaire féminine (لجنة النشاط المدرسي للإناث). تلقت جهودها انتقادات من كلا من الجهات الموريتانية والسنغالية، ولكنها دافعت عن المجموعه على اساس ان تعليم المرأة كان مبررا من قبل الشريعة الإسلامية. في عام 1961، ساعدت كين لإنشاء الاتحاد الوطني لنساء موريتانيا (UNFM) وقد مثلت الاتحاد عام 1962 في مؤتمر المرأة الإفريقية (CFA) وهي مجموعة لنساء من البلدان الإفريقية، وبعد ذلك ذهبت للعمل لتلك المنظمة بالجزائر، وعاشت هناك عده سنوات. كما شاركت مع الاتحاد النسائي الديمقراطي الدولي (WIDF)، وحضور مؤتمرها عام 1968 في هلسنكي، فنلندا.
كانت واحده من مؤسسي (UNFM) مريم داداه، زوجة الرئيس المختار ولد داداه. في نهاية الأمر تم دمج (UNFM) الي [حزب الشعب الموريتاني] (PPM، نظام الحزب الواحد)، وأصبح يعرف باسم الحركة الوطنية للنساء (MNF). أصبحت كين مسؤول رفيع المستوي في الحركة الوطنية للنساء وكانت مسؤوله عن نشر مجلتها (Marienou).
انتخبت أيضا للمجلس التنفيذي لجناح الشباب لحزب الشعب الموريتاني عام 1966. وقد اكتسبت سمعة باعتبارها «متحدثة قوية ومنظمة موهوبة»، وأضيفت كين لحكومة داداه في أغسطس 1975، لتصبح وزيرة لحماية شؤون الأسرة والمجتمع وكانت أول وزيرة في حكومة موريتانيا، ومع ذلك أطيح بحكومة داداه عن طريق انقلاب عسكري في يوليو 1978، واستبعدت كين من الوزارة الجديدة، ولم يعين امرأة اخري في مجلس الوزراء حتى عام 1987، في عهد الرئيس معاوية ولد سيدي أحمد الطايع

## حقوق المرأة
كانت كين قد طورت سمعة وطنية كمدافعة عن حقوق المرأة حتى قبل أن تصبح وزيرة في الحكومة. أدت جهودها المبذولة لتحسين صحة المرأة والتعليم في موريتانيا، وعندما تبنت البلاد مجموعة من القوانين الجديدة نجحت في الضغط على الحكومة لإدراج بند حقوق الزوجية. كما نجحت في الضغط لإدخال حصة لتمثيل النساء في البرلمان الموريتاني، والتي وقفت في البداية على 10 في المائة والتي أثيرت منذ ذلك الحين.
خلال فترة وجودها في الحكومة، قدمت كين برنامج يهدف لتقليل نسبة تعدد الزوجات ولكن لم يتمكن من خفضها بشكل ملحوظ.
أما عن موضوع ختان الإناث، والذي يحدث بمعدلات عالية في موريتانيا، فقد دعت "جميع المتورطين في تنفيذ هذا الإجراء لمواجهة العقوبات، وطالبت الحكومة بالعمل على القضاء الكلي عليه. تلقت كين دعم من مسؤولين حكوميين رفيعي المستوي خلال حياتها المهنية، بما في ذلك الرئيس داداه، ولكن بعض من اصلاحاتها الجذريه قوبلت بمعارضه من التيار المحافظ.